# 부이빅프엉
부이빅프엉(Bùi Bích Phương, 1971년 하노이 ~ )은 베트남의 모델이다. 1988년 미스 베트남 우승자이다. 하노이 베트남 국립대학교 영문과를 졸업했으며 대한민국 서울대학교로부터 경영학과 이학 석사 학위를 받았다.